# Jarkko Tontti
Jarkko Olavi Tontti (né le 9 décembre 1971 à Tampere), est un poète, écrivain et juriste finlandais.

## Biographie
Jarkko Tontti a été élève du lycée classique de Tampere. Il a étudié le droit, la philosophie et la littérature dans les universités de Helsinki, Edimbourg, Berlin et Bruxelles. 
L'année scolaire 1993–1994, il est étudiant en échange à l'Université d'Édimbourg. 
En 1997, il obtient un diplôme d’études approfondies à Bruxelles.
En 2001, il est chercheur invité à l'université Humboldt de Berlin.
En 2002 il soutient sa thèse de  doctorat en droit à l'Université d'Helsinki. 
Avant sa carrière littéraire, il est juriste au Ministère de la Justice et au Parlement de Finlande, et lecteur à l’Université d'Helsinki. 
Tontti a publié des recueils de poèmes, des romans et des essais ainsi que de plusieurs publications universitaires dans le domaine du droit. Son premier recueil Vuosikirja (Annales – 2006) s’est vu décerner le prix littéraire Kalevi Jäntti. 
Ses poèmes ont été traduits en anglais, français, italien, russe, espagnol, estonien, japonais, allemand, slovène, latin, polonais, roumain, croate, marathi, mari, hébreu, suédois et portugais. Il a été trésorier du PEN International et président du centre PEN en Finlande.
Tontti est aussi connu comme défenseur des droits de l’homme et éditorialiste.

## Œuvres

### Œuvres en finnois
- Kangasalan ja Jerusalemin runot (Poèmes), Aviador, 2024 (ISBN 978-952-381-230-7)
- Tarkoituksista ja keinoista (Essais), Docendo, 2022 (ISBN 978-952-382-404-1)
- Vedeera ja polttavan auringon maa (Roman), Aviador, 2022 (ISBN 978-952-381-053-2)
- Haava (Roman), Otava, 2021 (ISBN 978-951-1-35685-1)
- Lain laita (Poèmes), Aviador, 2020 (ISBN 978-952-7347-27-0)
- Perintö (Roman), Otava, 2018 (ISBN 978-951-1-31969-6)
- Vedeera vaarallisilla vesillä (Roman), Aviador, 2018 (ISBN 978-952-7063-59-0)
- Viisastuminen sallittu (Essais), Kosmos, 2016 (ISBN 978-952-7144-21-3)
- Lento (Roman), Otava, 2013 (ISBN 978-951-1-27374-5)
- Vedeeran taru (Roman), Otava, 2012 (ISBN 978-951-1-26283-1)
- Sali (Roman), Helsinki-kirjat, 2011 (ISBN 978-952-5874-69-3)
- Koti, uskonto, isänmaa (Essais), Helsinki-kirjat, 2011 (ISBN 978-952-5874-30-3)
- Jacasser (Poèmes), Otava, 2009 (ISBN 978-951-1-23826-3)
- Luokkakokous (Roman), Otava, 2007 (ISBN 978-951-1-22083-1)
- Vuosikirja (Poèmes), Otava, 2006 (ISBN 951-1-20950-7)

### Œuvres en anglais
- Right and Prejudice (Philosophie du droit), Ashgate, 2004, 204 p. (ISBN 0-7546-2397-1)

### Traduction en français
- Jarkko Tontti, Poèmes, traduit du finnois par Gabriel Rebourcet, in Mange-Monde, n° 4, 2012.

## Prix
- Prix Kalevi Jäntti : 2006
- Prix Lasten LukuVarkaus : 2013